# Parnaíba
Parnaíba (portugalsky Rio Parnaíba) je řeka na severovýchodě Brazílie. Většina toku tvoří hranici mezi státy Maranhão a Piauí. Je přibližně 1450 km dlouhá.

## Průběh toku
Pramení v Brazilské vysočině na svazích pohoří Chapada das Mangabeiras. Na horním a středním toku překonává řadu peřejí. Na dolním toku protíná stejnojmennou propadlinu. Ústí do Atlantského oceánu.

## Vodní režim
Vodní režim je povodňový.

## Využití
Využívá se k zisku vodní energie (Boa Esperanza). Vodní doprava je možná od města Teresina. Leží na ní města Floriano, Teresina, Parnaíba.